# Monteton
Monteton is een gemeente in het Franse departement Lot-et-Garonne (regio Nouvelle-Aquitaine) en telt 238 inwoners (1999). De plaats maakt deel uit van het arrondissement Marmande.

## Geografie
De oppervlakte van Monteton bedraagt 13,7 km², de bevolkingsdichtheid is 17,4 inwoners per km².
De onderstaande kaart toont de ligging van Monteton met de belangrijkste infrastructuur en aangrenzende gemeenten.

## Demografie
Onderstaande figuur toont het verloop van het inwonertal (bron: INSEE-tellingen).